# Дмитрівка (Золотоніський район)
Дми́трівка — село в Україні, у Золотоніському районі Черкаської області. Входить до складу Новодмитрівської сільської громади. Населення — 1391 чоловік.
Село розташоване на річці Супій за 16 км на захід від районного центру — міста Золотоноша та за 4 км від залізничного полустанку Супій.

## Історія
На території села виявлено поселення доби неоліту, 4 поселення доби бронзи та одне періоду Київської Русі.
За переказами старожилів, село існувало ще за кріпаччини. Його засновником був кріпак Дмитренко Дмитро, який втік від поміщика і став жити в лісі, на березі річки Супій, на «старому селі», що нині за 3 км на південний захід від центру села. Він займався рибальсьтвом та мисливством. Згодом до Дмитра Дмитренка почали прибувати інші кріпаки-втікачі і оселялися на "старому селі". Після ліквідації Запорозької Січі Катериною ІІ в село прибуло чимало козаків, які становили половину всього населення.
У 1734 році у селі була Димитріївська церква.
Наприкінці XVIII — на початку XIX століття в Дмитрівці з'явилися поміщики — Кононович і Платковський, які, маючи родючу землю, віддавали її в оренду бідному населенню. У центрі села була церква, «монополька» та крамниця єврея.
Село є на мапі 1816 року як Дмитріївське.
У 70-х роках XIX століття відкрито початкову школу, а в 1912 році — 6-й клас, до якого вступило 5 учнів.
За даними на 1859 рік у власницькому і козацькому селі Золотоніського повіту Полтавської губернії, мешкало 1059 осіб (460 чоловічої статі та 599 — жіночої), налічувалось 156 дворових господарств, існувала православна церква.
Станом на 1885 рік у колишньому державному та власницькому селі Піщанської волості мешкало 1466 осіб, налічувалось 254 дворових господарства, існували православна церква, школа, 2 постоялих двори, водяний і 2 вітряних млини, базари по вівторках, 4 маслобійних заводи.
За переписом 1897 року кількість мешканців зросла до 2220 осіб (1089 чоловічої статі та 1131 — жіночої), з яких 2210 — православної віри.
У 1930 році, під час примусової колективізації, було створено колгосп «Більшовик», який охопив майже всіх мешканців села. Головою цього колгоспу до 1941 року був Ярмола Петро Трохимович. У колгоспі було 90 корів, 256 коней, 10 пар волів, 2 автомашини.
Під час окупації села нацистами розстріляно із Дмитрівки 42 особи, у тому числі голову колгоспу П. Т. Ярмолу, депутата Верховної Ради УРСР О. К. Сливу, дружину і дітей голови колгоспу Г. П. Кісільова. 369 дмитрівців брали участь у Другій світовій війні, з них 194 нагороджені бойовими орденами і медалями (зокрема орденами Червоної Зірки, Великої Вітчизняної війни І і ІІ ступенів), 263 людини загинули. На вшанування їх пам'яті в селі споруджено обеліск Слави та пам'ятник Невідомому солдатові.
На початок 1970-х років колгосп «Більшовик» мав в користуванні 3,1 тисяч га сільськогосподарських угідь, у тому числі 2,2 га орної землі. В господарстві вирощували зернові і технічні культури, було розвинуте тваринництво. Працювали електростанція, млин, лісопильня. На той час в селі діяли середня школа, будинок культури на 750 місць, бібліотека з фондом 12,6 тисяч книг, дитячі ясла, садок, фельдшерсько-акушерський пункт, відділення зв'язку, ощадна каса.

## Галерея

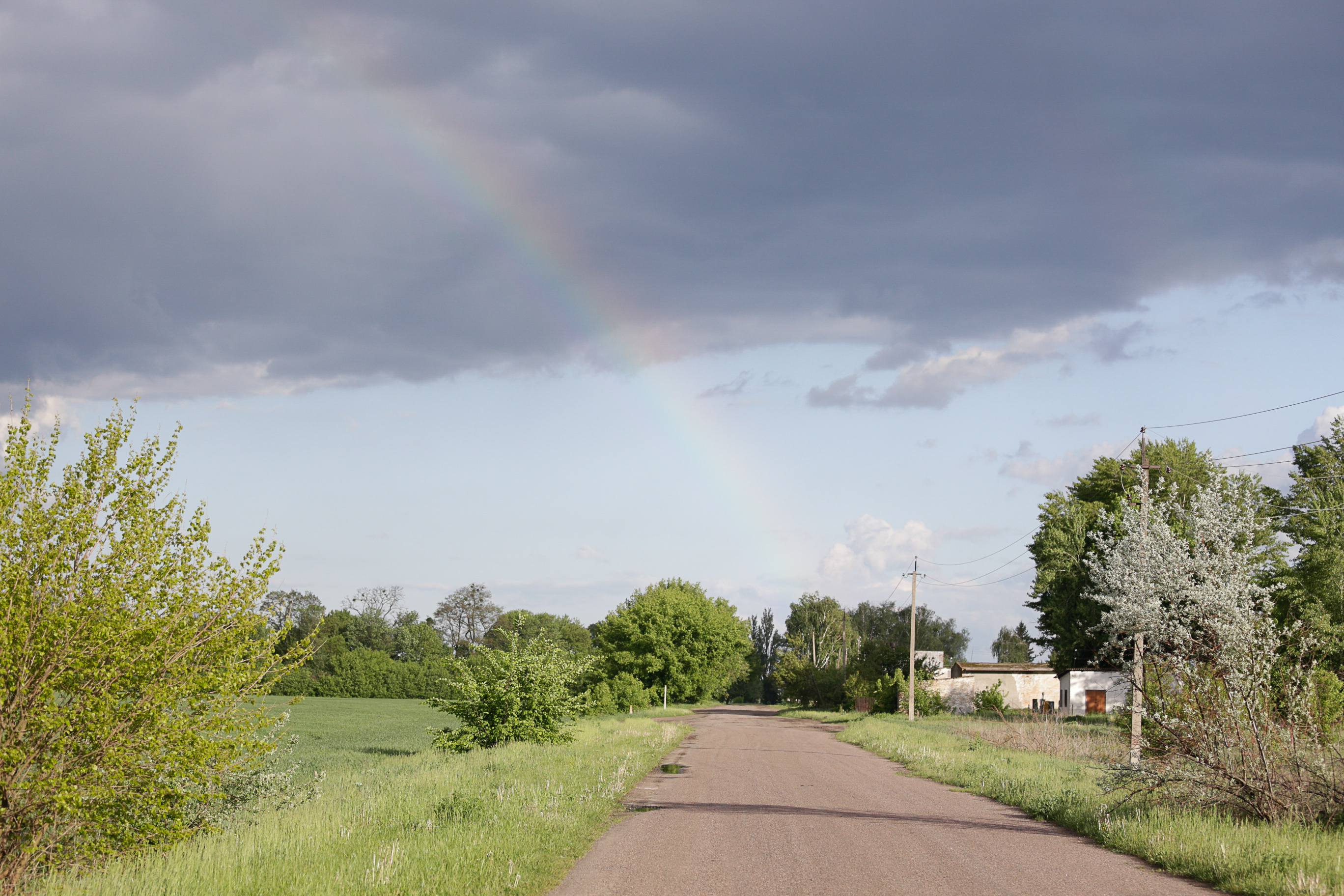
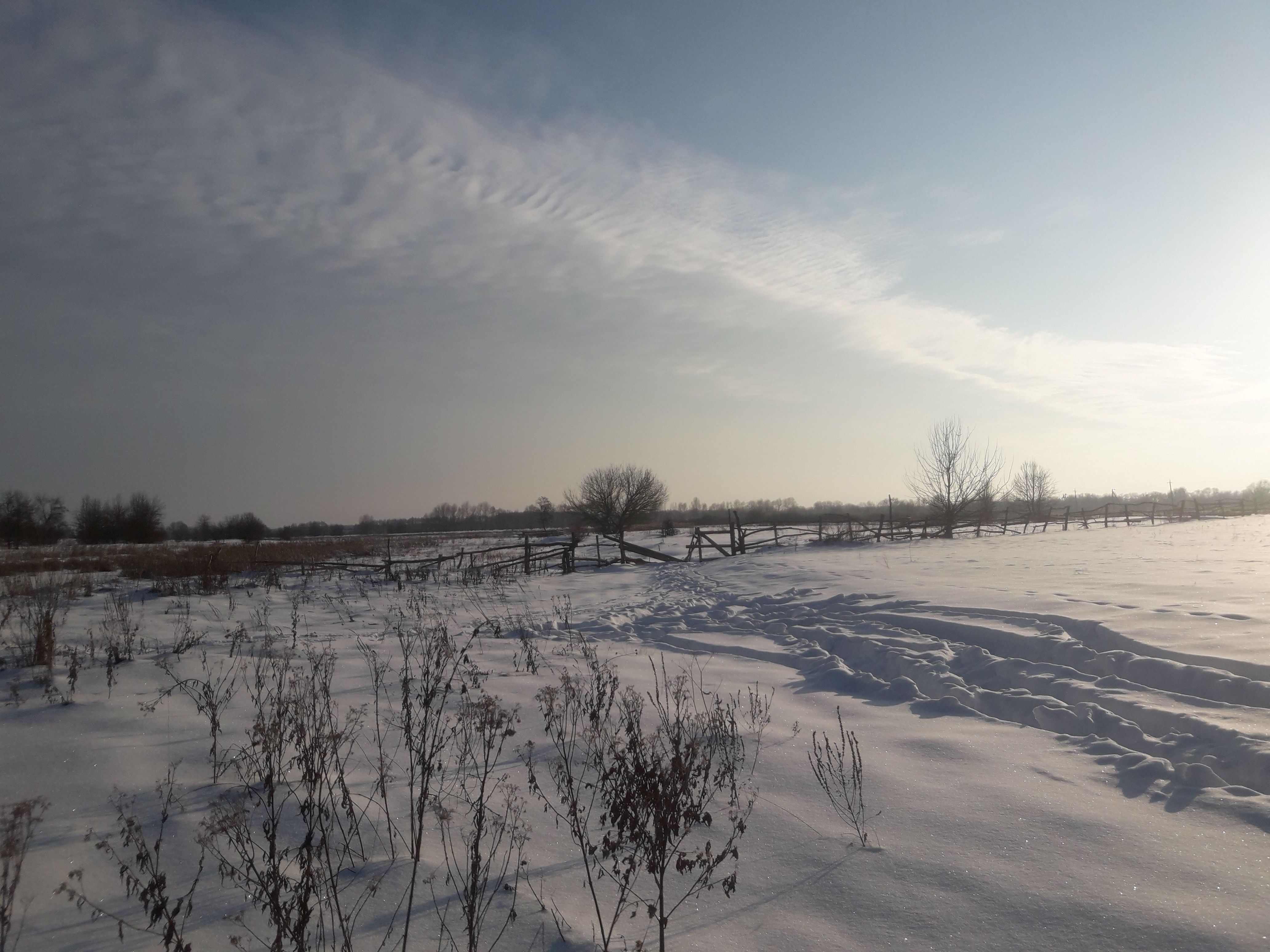

## Відомі люди
У селі народилися:
- Бонь Наталія Євгенівна — українська письменниця;
- Світличний Григорій Лаврентійович — Герой Радянського Союзу;
- Людмила Павленко — член паралімпійської збірної України, майстер міжнародного класу з біатлону і лижних гонок, чотирикратна чемпіонка світу. Паралімпійська чемпіонка у Сочі 2014. У її колекції 1 золота, 4 срібних і 15 бронзових нагород Паралімпійських ігор у Турині 2006, Ванкувері 2010 та Сочі 2024 з біатлону та лижних перегонів.
- Левчик Валентина Миколаївна — Герой Соціалістичної праці, депутат Верховної Ради УРСР 6-10-го скликань.